# Shpirag
Der Shpirag (albanisch Mali i Shpiragut) ist ein Berg in Südalbanien, rund sechs Kilometer westlich der Stadt Berat. Der langgezogene Bergrücken ist mit 1197 m ü. A. die höchste Erhebung der Umgebung sowie der Mallakastra, dem großen Hügelgebiet zwischen Vjosa und Berat.
Der Shpirag ist ein langgezogener, auf beiden Seiten steil abfallender Bergrücken von rund sechs Kilometern Länge, der in nord-südlicher Richtung verläuft. Der Hangfuß liegt auf rund 400 m ü. A. – niedriges Hügelland umgibt den Berg. Im Norden geht der Berg direkt in die Myzeqe-Ebene über, die wie das Osum-Tal bei Berat unter 50 Meter Höhe liegt. Im Süden ist das Hügelland höher, allmählich gegen das Südalbanische Bergland ansteigend, das aber erst nach mehr als 20 Kilometern wieder Höhen von über 1000 m ü. A. erreicht. Rund 24 Kilometer östlich liegt der Tomorr (2415 m ü. A.), der nächsthöhere Nachbar.
Der Berg ist recht kahl und von Furchen gekennzeichnet, weshalb er auch Mali me Vija genannt wird, der Berg mit Linien. Er besteht aus Kalkstein. Am Hangfuß, wo einige Quellen aus dem Boden treten, finden sich mehrere Dörfer, so Konizbalta, Mbreshtan, Sadovica, Paftal und Kamçisht von Nord nach Süd auf der Ostseite, Mbjeshova und Sinja im Südwesten. In einigen der Dörfer finden sich alte orthodoxe Kirchen. Erwähnenswert ist insbesondere die direkt an den Berghang gebaute Marienkirche von Sinja aus dem 12. oder 13. Jahrhundert.

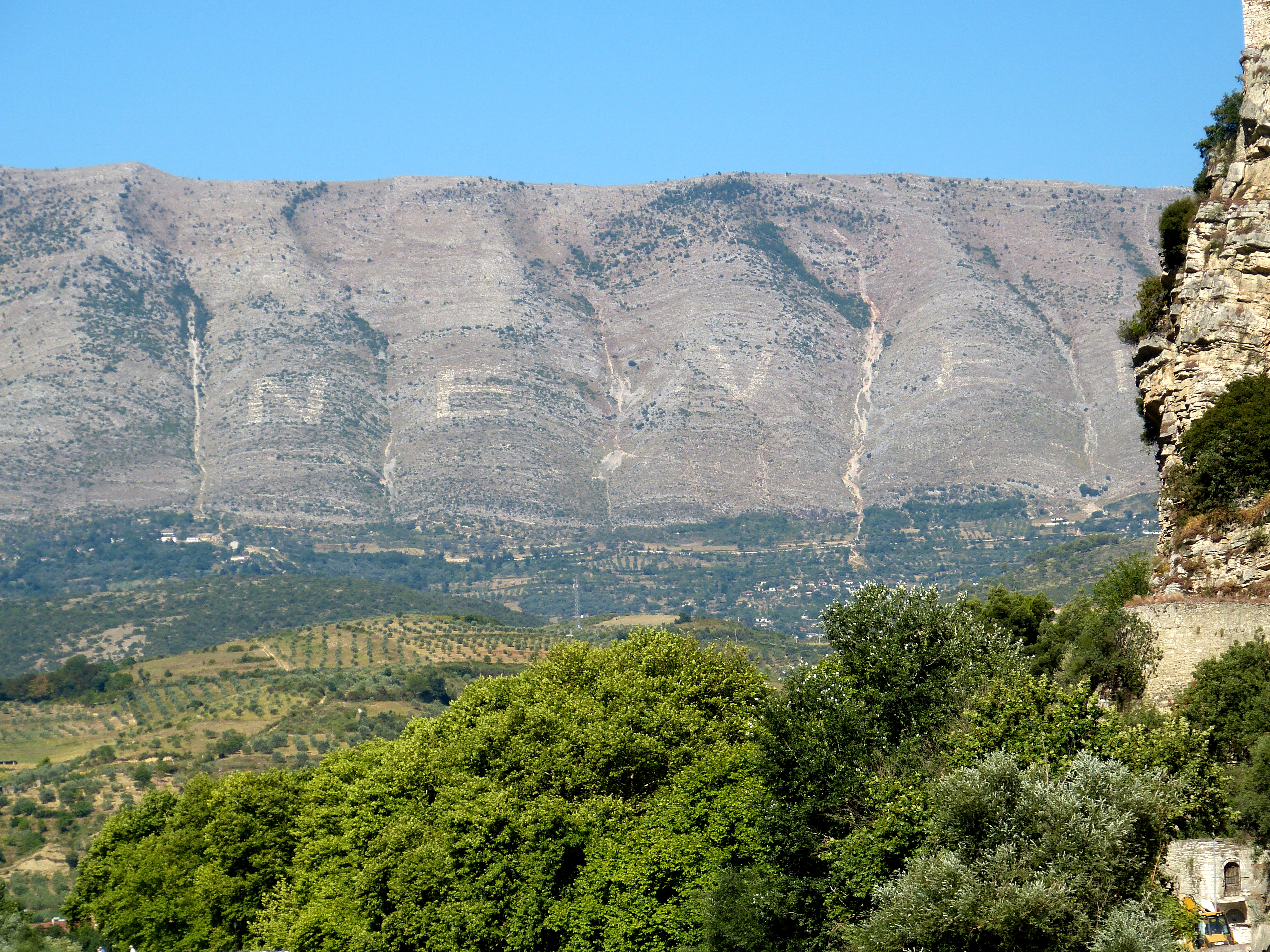
Ostflanke mit Schriftzug aus Steinen (2015)

Der Berg ist vor allem bekannt für den großen, 1968 aus Steinen auf der kahlen Ostflanke erstellten Schriftzug ENVER. Es handelte sich um kommunistische Propaganda zu Ehren des Staatsführers Enver Hoxha aus rund 100 Meter hohen Buchstaben, die nach dem Ende des Regimes nicht entfernt werden konnte. 1994 versuchte die Albanische Armee, den prominenten Schriftzug mit Napalm zu tilgen. 2012 wurde er in NEVER umgewandelt.
Eine Legende (unter anderem durch Maximilian Lambertz überliefert) berichtet von einem Streit zwischen den Bergen Baba Tomorr und Shpirag um die Stadt Berat. Im Kampf verbeulte Shpirag den Nebenbuhler mit einer Keule, während er selber von Tomorr mit der Sense verletzt wurde: Furchen, die noch heute auf den Flanken zu sehen sind.